# Bathymodiolus marisindicus
Bathymodiolus marisindicus is een tweekleppigensoort uit de familie van de Mytilidae. De wetenschappelijke naam van de soort is voor het eerst geldig gepubliceerd in 2001 door Hashimoto.